# De Pontac
De Pontac war eine französische Automarke.

## Unternehmensgeschichte
Jacques de Pontac leitete das Unternehmen Établissements S.E.P.A. aus Bordeaux. 1955 begann er mit der Entwicklung und 1957 mit der Produktion von Automobilen. Der Markenname lautete De Pontac. 1960 endete die Produktion.

## Fahrzeuge
Das Unternehmen präsentierte 1955 sowie 1956 auf dem Pariser Automobilsalon ein Coupé mit einer Karosserie aus Kunststoff. Das Fahrzeug basierte auf dem Fahrgestell des Citroën 2CV, verfügte also über Frontantrieb. Später folgte ein offener Zweisitzer. Zur Wahl standen ein Zweizylindermotor mit 425 cm Hubraum, ein weiterer Zweizylindermotor mit 500 cm³ Hubraum und 26 PS Leistung, der aus dem originalen Citroën-Motor entwickelt war, sowie ein Panhard-Motor mit 850 cm³ Hubraum.